# Statia chlorella
Statia chlorella är en fjärilsart som beskrevs av Émile Louis Ragonot 1901. Statia chlorella ingår i släktet Statia och familjen mott. Inga underarter finns listade i Catalogue of Life.